# Nachal Puch
Nachal Puch (hebrejsky נחל פוך) je vádí v jižním Izraeli, na pomezí Judských hor (respektive Hebronských hor) a severní části Negevské pouště.
Začíná v nadmořské výšce přes 600 metrů v kopcovité krajině Judských hor u hory Har Michlot, nedaleko jižního okraje lesního komplexu les Jatir. Vede pak k jihu, západně od arabské vesnice Dridžat a beduínské vesnice Makchul. Potom ústí zprava do vádí Nachal Mar'it.